# Gisela João

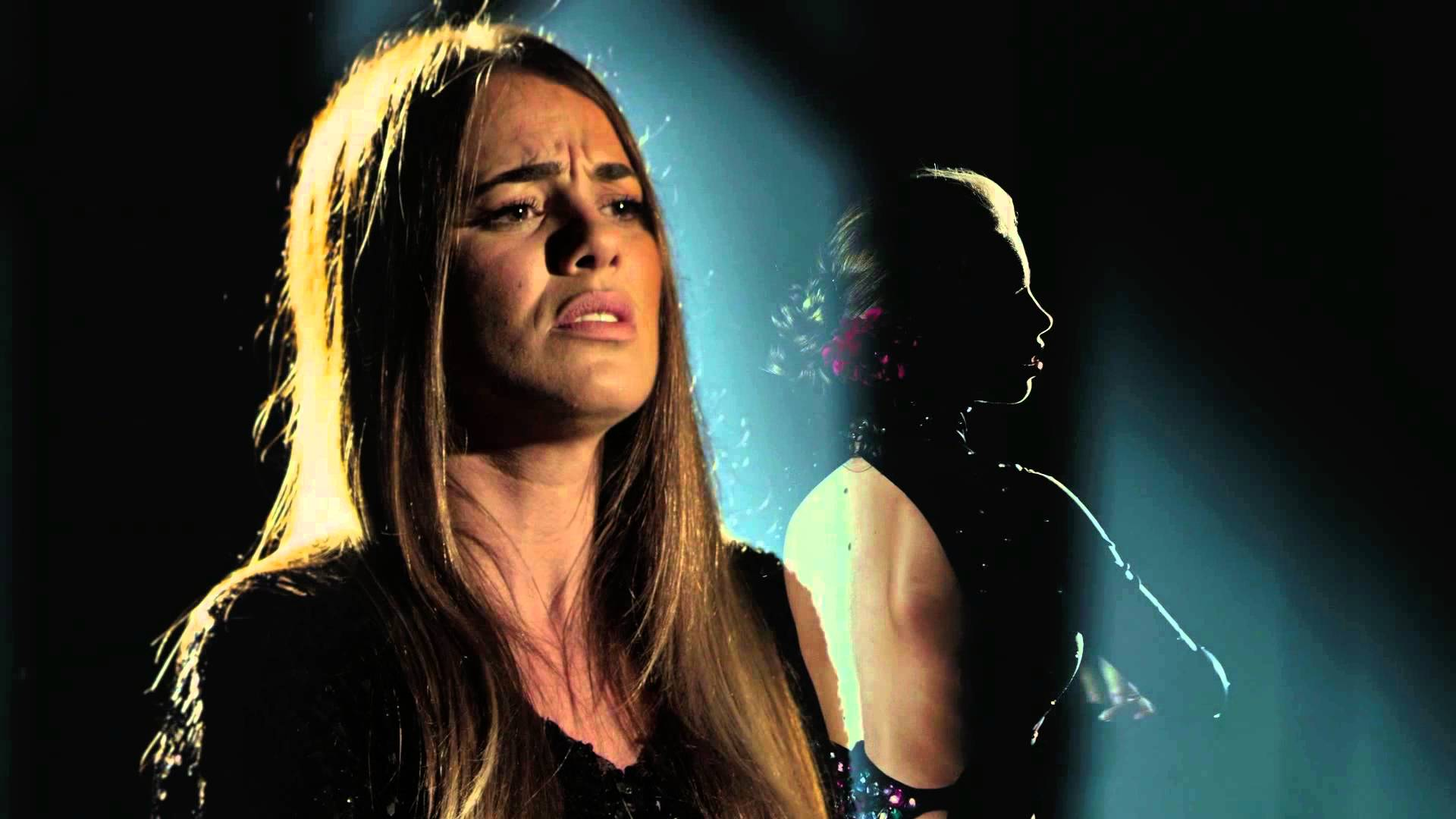
Gisela João (2013)

Gisela João (* 6. November 1983 in Barcelos) ist eine portugiesische Fado-Sängerin. Sie schreibt viele ihrer Songs selbst und trat zudem gelegentlich als Schauspielerin auf, meist als Fadosängerin.

## Werdegang
Sie wurde in der nordportugiesischen Stadt Barcelos geboren. Im Alter von 16 sang sie bereits im Lokal Adega Lusitana in Barcelos Fados. Später zog sie nach Porto, um Design zu studieren. Sie lebte sechs Jahre in der Stadt, wo sie parallel in einem Fadolokal des historischen Ribeira-Viertels regelmäßig auftrat. In der Folge entschied sie sich ganz für eine Gesangslaufbahn und zog 2011 nach Lissabon. Im fadotypischen Mouraria-Viertel bezog sie eine kleine Wohnung und versuchte sich im Musikgeschäft der Hauptstadt Gehör zu verschaffen. Sie bekam schließlich Auftritte in traditionellen Fadolokalen wie Senhor Vinho, Tasca da Bela und Mesa de Frades, die ihr erste Aufmerksamkeit brachten. Es folgten andere Auftritte, etwa in der Kulturfabrik Fábrica do Braço de Prata oder der Disco Lux, wo sie u. a. Gastsängerin bei einem Gastspiel des avantgardistischen TripHop-Musikers Nicolas Jaar war.
Inzwischen war die Fadoszene Lissabons auf ihre dunkle Stimme und ihre zurückhaltende und dabei überraschend lebhafte Interpretation aufmerksam geworden. Insbesondere durch Einladungen zu Gastauftritten mit Camané erreichte sie schließlich wachsende Popularität. Ein erster Höhepunkt war ein Konzert im kleinen Saal des renommierten Centro Cultural de Belém, das schon zwei Wochen zuvor ausverkauft war.
Die Aufmerksamkeit und die steigenden Erwartungen führten Anfang 2013 zur Aufnahme ihres ersten regulären Albums. Es wurde schlicht Gisela João betitelt, erschien in der 27. Woche 2013, und stieg gleich auf Platz drei der portugiesischen Charts ein. Es wurde vom öffentlich-rechtlichen Radiosender Antena 1 präsentiert und erreichte in der 28. Woche Platz eins der portugiesischen Charts, in denen das Album 52 Wochen lang gelistet blieb. Es wurde auch international verlegt und erreichte in Belgien 2015 kurzzeitig die dortigen Charts.
Das Album wurde von den wichtigsten Medien im Land zum Album des Jahres gewählt und erreicht Goldstatus. Joss Stone sang mit ihr in einem Fadolokal in Lissabon, und das renommierte Londoner Weltmusik-Magazin Songlines verlieh im Juni 2013 dem Album mit fünf Sternen die Höchstwertung und den Titel Top of the World als weltweit beste Veröffentlichung des Monats. Es folgten eine Vielzahl von Gastspielen, etwa im traditionsreichen Teatro São Luiz in Lissabon, im Londoner Kings Place, auf dem populären Weltmusikfestival FMM Festival das Musicas do Mundo 2014, oder auch im Théâtre de la Ville in Paris. Im März 2014 legte die Musikzeitschrift Blitz eine CD mit sieben Stücken von ihr bei. Im gleichen Jahr erhielt sie den an Amália Rodrigues erinnernden Amália Best New Artist Award und wurde mit einem Globo de Ouro als bester Einzelinterpret des Jahres ausgezeichnet.
Ihre Gastspielreisen führten sie nun verstärkt ins Ausland, 2014 erstmals in die USA, und 2015 erstmals auch nach Deutschland, etwa beim 40. Bardentreffen im Sommer 2015 in Nürnberg, wo sie als "der neue portugiesische Fado-Star [...] gefeiert [wird]."

## Diskografie
- 2013: Gisela João (Valentim de Carvalho)
- 2014: Sem filtro (Valentim de Carvalho, 7-Song-CD, Gratis-Beilage im März 2014 der Musikzeitung Blitz)
- 2015: Ao vivo (Live, Valentim de Carvalho)
- 2016: Nua (Valentim de Carvalho)
- 2021: Aurora

## Filmografie
- 2012: O Grande Kilapy; Regie: Zézé Gamboa
- 2013: Les grandes ondes (à l'ouest); Regie: Lionel Baier